# KRC Genk
KRC Genk (Koninklijke Racing Club Genk), poznat i kao Racing Genk ili samo Genk je belgijski nogometni klub iz istoimenog grada Genka. Klub je osvajač četiri belgijska prvenstva (1999., 2002., 2010. i 2019. godine) te pet nacionalna kupa (1998., 2000., 2009., 2013. i 2021. godine). Genk je jedan od pet belgijskih klubova koji su nastupali u grupnoj fazi Lige prvaka. Uz Racing Genk to su i: Anderlecht, Club Brugge, Standard Liège i Lierse.
Današnji KRC Genk je formiran 1988. godine spajanjem nogometnih klubova Waterschei Thor i KFC Winterslag. Od kraja 1990-ih Genk je jedan od najuspješnijih belgijskih klubova te se redovno kvalificira na europska natjecanja. Genk u prvoj belgijskoj ligi nastupa od sezone 1996./97., klupske boje su plava i bijela a domaće utakmice se odigravaju na stadionu Cristal Arena.

## Poznati igrači KRC Genka
| - Josip Skoko - Branko Strupar - Igor Tomašić - Miroslav Šugar - Zoran Ban - Ivan Bošnjak - Tomislav Ivković - Fabijan Komljenović - Goran Ljubojević - Tomislav Mikulić - Didier Zokora - Thibaut Courtois - Wesley Sonck - Christian Benteke - Jelle Vossen - Kevin De Bruyne - Sergej Milinković-Savić - Mirsad Bešlija - Ismet Mulavdić - Miloš Marić - Nenad Stojanović |

## Treneri KRC Genka kroz povijest
- Ernst Künnecke (srpanj 1988. – studeni 1988.)
- Joseph Vliers (1988. – 1989.)
- René Desaeyere (1989.)
- Paul Theunis (1990. – 1991.)
- Pier Janssen (1991. – 1993.)
- Luka Peruzović (1993. – 1994.)
- Norbert Beuls (1994.)
- Aimé Anthuenis (1996. – 1999.)
- Jos Heyligen (1999. – 2000.)
- Johan Boskamp (31. siječnja 2000. – 31. prosinca 2000.)
- Sef Vergoossen (1. srpnja 2001. – 6. travnja 2004.)
- René Vandereycken (17. svibnja 2004. – 3. lipnja 2005.)
- Hugo Broos (13. lipnja 2005. – 23. veljače 2008.)
- Ronny Van Geneugden (17. veljače 2008. – 5. ožujka 2009.)
- Pierre Denier (privremeni) (6. ožujka 2009. – 30. lipnja 2009.)
- Hein Vanhaezebrouck (1. srpnja 2009. – 29. studenoga 2009.)
- Franky Vercauteren (3. prosinca 2009. – 17. kolovoza 2011.)
- Pierre Denier (privremeni) (18. kolovoza 2011. – 29. kolovoza 2011.)
- Mario Been (30. kolovoza 2011. – 24. veljače 2014.)
- Emilio Ferrera (24. veljače 2014. – 29. srpnja 2014.)
- Alex McLeish (22. kolovoza 2014. – 2015.)
- Peter Maes (2015. – 26. prosinca 2016.)
- Albert Stuivenberg (27. prosinca 2016. – 10. prosinca 2017.)
- Philippe Clement (18. prosinca 2017. – 24. svibnja 2019.)
- Felice Mazzù (3. lipnja 2019. – 12. studenoga 2019.)
- Hannes Wolf (19. studenoga 2019. – 15. rujna 2020.)
- Domenico Olivieri (privremeni) (15. rujna 2020. – 24. rujna 2020.)
- Jess Thorup (24. rujna 2020. – 2. studenoga 2020.)
- John van den Brom (8. studenoga 2020. – 6. prosinca 2021.)
- Bernd Storck (8. prosinca 2021. – 22. svibnja 2022.)
- Wouter Vrancken (28. svibnja 2022. – 9. svibnja 2024.)
- Domenico Olivieri (privremeni) (10. svibnja 2024. – 4. lipnja 2024.)
- Thorsten Fink (5. lipnja 2024. – danas)

## Vanjske poveznice
- Službena web stranica kluba